# Nils Rosenstierna
Nils Rosenstierna, död 21 augusti 1708 i Malatitze, var en svensk adelsman och militär. 

## Biografi
Nils Rosenstierna var son till gårdsägaren Olof Rosenstierna och Margareta Rosenstråle. Rosenstierna blev 1 februari 1677 student vid Uppsala universitet och blev 11 maj 1685 volontär vid livgardet. Han blev 25 maj 1687 rustmästare, 1688 förare och 21 maj 1689 fänrik. Rosenstierna reste utomlands 1694–1695 och var då reformerad kapten i fransk tjänst. Den 16 juni 1695 blev han löjtnant och 7 september 1700 kapten vid livgardet. Rosenstierna blev 12 december 1703 generaladjutant. Den 11 juli 1706 blev han överste för Upplands regemente och 17 oktober samma år blev han överste för Östgöta kavalleriregemente. Rosenstierna sköts till döds 21 augusti 1708 vid Malatitze (slaget vid Malatitze).

### Familj
Rosenstierna var förlovad med friherrinnan Elsa Beata Kurck.